# Плесцов, Сергей Иннокентьевич
Сергей Иннокентьевич Плесцов (5 ноября 1906 — июнь 1972) — старший советник МВД СССР при МВД Болгарии, генерал-майор (1945).

## Биография
С 1926 член ВКП(б). С 1928 в ОГПУ при СНК СССР. С апреля 1938 до 1940 начальник Сталинского городского отдела НКВД. С марта по июль 1941 заместитель начальника Управления НКГБ по Новосибирской области, затем по 1943 заместитель начальника Управления НКВД по Архангельской области. С 1943 по 1945 начальник Управления НКВД по Архангельской области. До 16 сентября 1950 начальник Управления МГБ по Саратовской области, после чего до марта 1952 начальник Управления МГБ по Ярославской области, и затем до 1953 заместитель начальника Управления МГБ по Красноярскому краю. С 1953 начальник Управления МВД по Херсонской области. Потом старший советник МВД СССР при МВД Болгарии. До 1954 заместитель начальника Управления МВД, затем председателя КГБ по Владимирской области. С июля 1956 в запасе, на пенсии.

### Звания
- старший лейтенант государственной безопасности;
- 30.04.1941, капитан государственной безопасности;
- 11.02.1943, подполковник государственной безопасности;
- 27.07.1943, полковник государственной безопасности;
- комиссар государственной безопасности;
- 09.07.1945, генерал-майор.[6]

### Награды
Награждён двумя орденами Красной Звезды, Отечественной войны I степени, медалями СССР, знаком «Заслуженный чекист», личным оружием, памятными подарками.